# Abtei Santa María de Viaceli

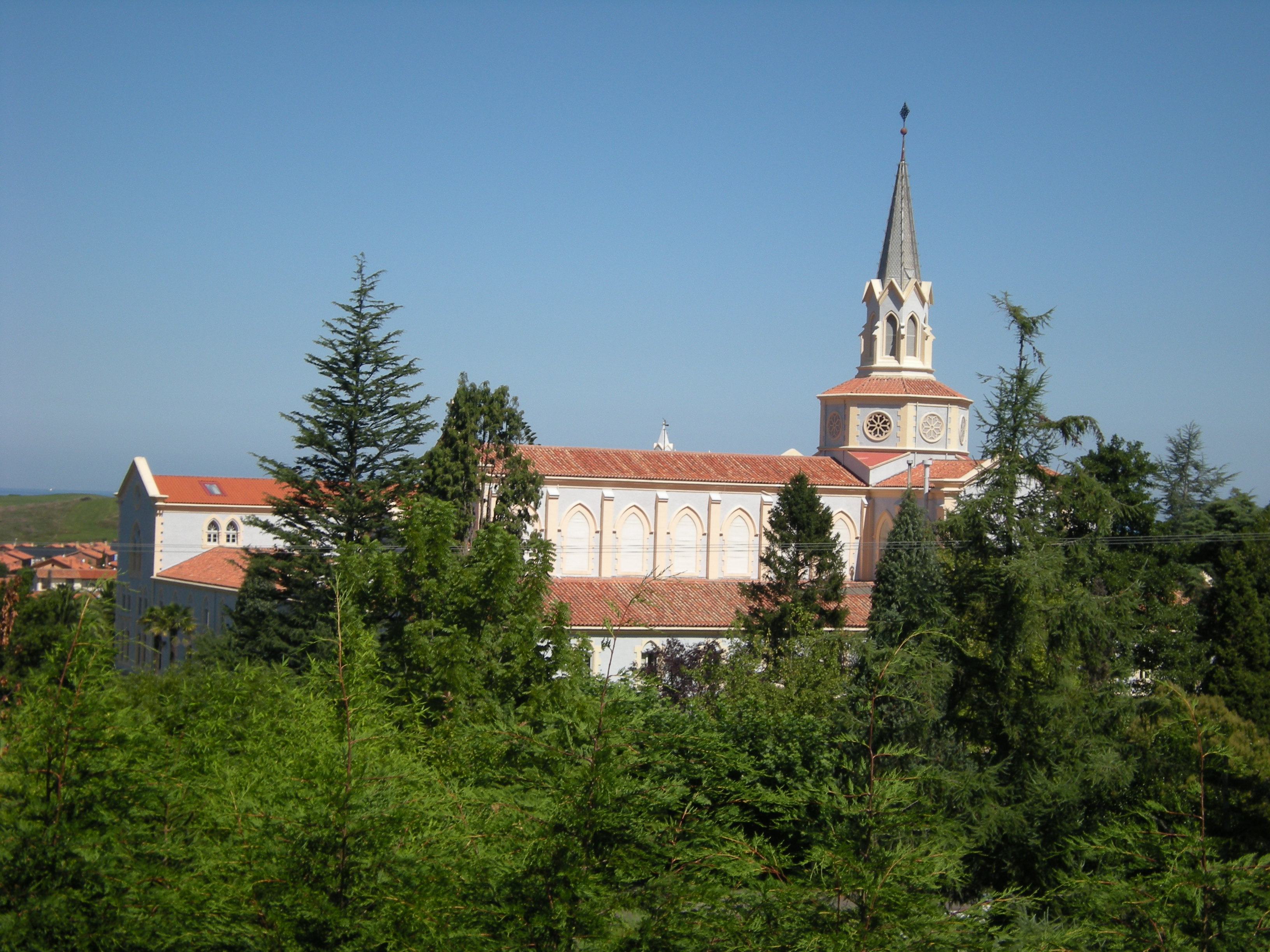
Trappistenabtei Viaceli – Cóbreces

Die Abtei Santa María de Viaceli (lat. Abbatia Beatae Mariae de Via Coeli) ist ein Kloster der Trappisten im spanischen Ort Cóbreces (Kantabrien). Sie ist vor allem durch das Martyrium des Priors P. Pío Heredia Zubía und 18 weiterer Konventualen während des Spanischen Bürgerkriegs bekannt.

## Lage
Die Abtei Santa María de Viaceli befindet sich in der Ortschaft Cóbreces in der kantabrischen Gemeinde Alfoz de Lloredo. Sie liegt am Golf von Biskaya, etwa 30 Kilometer südwestlich von Santander.

## Geschichte

### Anfänge
Die Gründung des Klosters erfolgte zu Beginn des 20. Jahrhunderts auf Wunsch der Brüder Antonio und Manuel Bernaldo de Quirós, die ihr Familiengrundstück für die Errichtung einer Landwirtschaftsschule zur Verfügung stellten, welche von Trappistenmönchen betreut werden sollte.  1904 bis 1906 erfolgte der Bau der Lehranstalt, 1906 bis 1910 wurde das Klostergebäude errichtet. 1912 zog die erste Kommunität ins Kloster ein. Diese setzte sich zu einem Großteil aus Mönchen der französischen Abtei Sainte-Marie du Désert zusammen. 1926 wurde das Kloster zur Abtei erhoben.
Als landwirtschaftliche Bildungsstätte gelang es dem Kloster rasch, einen belebenden Einfluss auf die Region auszuüben und zur sozialen Entwicklung beizutragen. Junge Menschen aus ganz Spanien wurden in den Agrartechniken unterrichtet. Mit der Ausbildungsstätte war auch ein größerer landwirtschaftlicher Betrieb verbunden, der sich in verschiedenen Produktionszweigen betätigte.

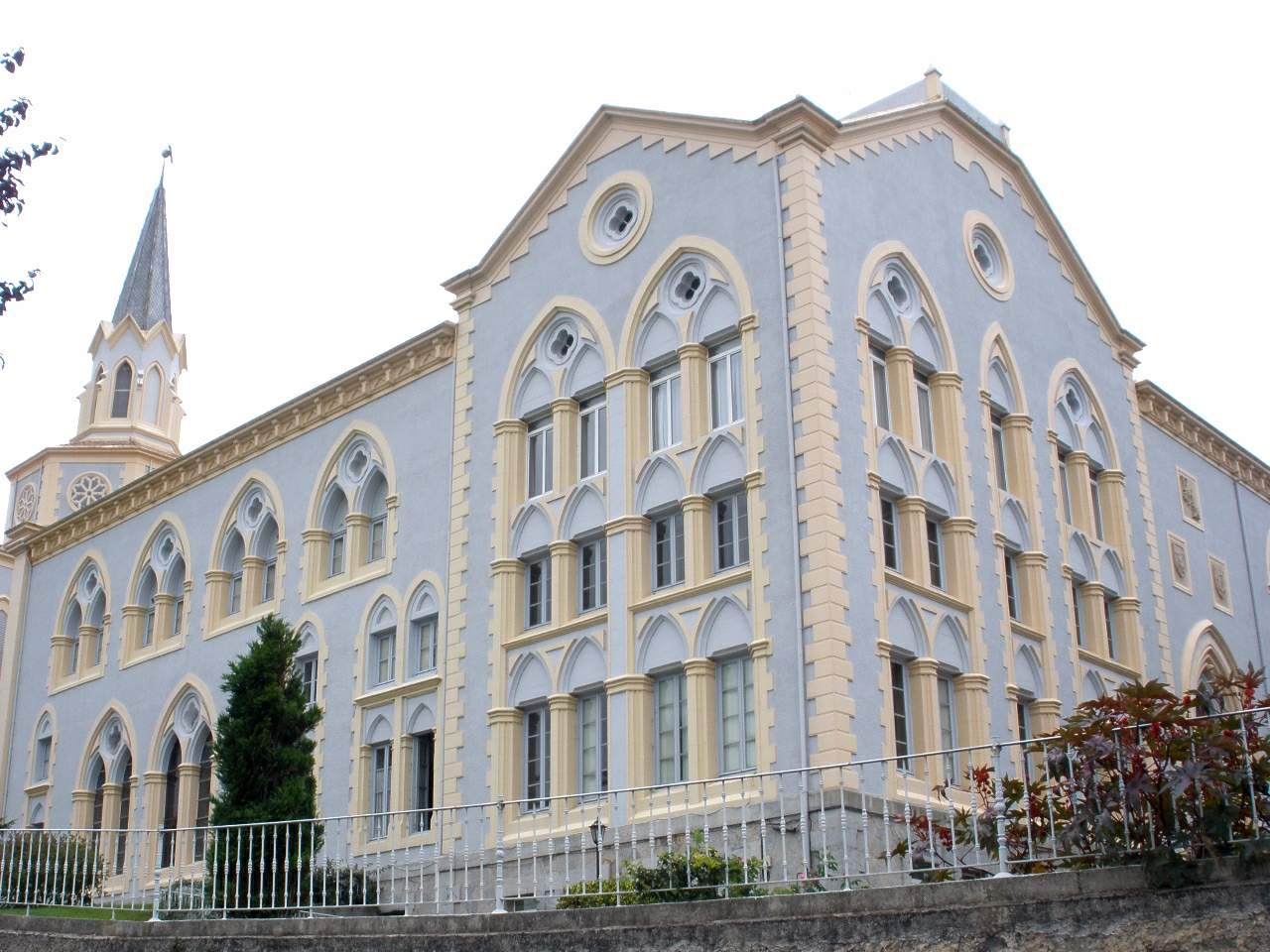
Blick auf die Abtei

### Spanischer Bürgerkrieg
Seit Kriegsbeginn im Juli 1936 kam es immer wieder zu Übergriffen und Gewalttaten gegen religiöse Gemeinschaften. Der Konvent in Cóbreces stand unter der Willkür der lokalen Gruppierungen der sozialistischen Frente Popular, die immer wieder Hausdurchsuchungen und Leibesvisitationen in der Abtei durchführte, weil man dort fälschlicherweise ein Waffenarsenal vermutete. Das Ordensleben konnte bis Mitte August trotzdem uneingeschränkt aufrechterhalten werden.
Am 20. August wurde von der Frente Popular ein Dekret erlassen, in dem die Abschaffung des katholischen Kultes proklamiert und die Schließung der Gottesdienststätten angeordnet wurde. Die Schlüssel aller Kirchen mussten abgegeben werden. Vielfach wurden wertvolle liturgische Gefäße und andere Gegenstände von den Sozialisten beschlagnahmt. Das monastische Leben in Cóbreces konnte nur noch im Inneren des Klosters geführt werden. Einzelnen Mönchen wurde mehrmals die Ausreise verweigert.
Am 8. September wurden die Mönche von sozialistischen und anarchistischen Milizen aufgefordert, sich im Eingangsbereich des Klosters zu versammeln und in Lastwägen zu steigen. Anschließend wurden sie nach Santander gebracht und im dortigen Kolleg der Salesianer provisorisch eingesperrt. Allein die beiden Ökonomen P. Eugenio García Pampliega und P. Vicente Pastor Garrido wurden im Kloster zurückgehalten, weil man dort viel Geld vermutete und von ihnen erhoffte, die Lage des Klosterschatzes erfahren zu können. Als sie sich weigerten, Auskunft zu geben, und trotz wiederholter Aufforderungen ihren Glauben an Gott nicht leugneten, brachte man sie am 21. September ins 20 Kilometer entfernte Dorf Rumoroso, wo man sie erschoss und die toten Körper in den Straßengraben zerrte. Die Leichen der Ökonomen wurden am nächsten Tag gefunden und im dortigen Ortsfriedhof beigesetzt. Heute sind sie im Lesegang von Santa Maria de Viaceli bestattet.
Die restlichen Mönche wurden in Santander aufgrund mangelnder Anklagepunkte bereits nach fünf bzw. zehn Tagen entlassen. Eine Rückkehr ins Kloster, das von den Milizen besetzt war, schien allerdings unmöglich. Der Konvent teilte sich in mehrere Gruppen, die einzeln versuchten, Unterschlupf zu finden. Einem großen Teil gelang es, nach Bilbao auszureisen, wo die religiösen Gemeinschaften unter geringerer Verfolgung litten. Andere blieben in Santander und fanden in Privatwohnungen Aufnahme, wo sie versuchten, das religiöse Gemeinschaftsleben im Geheimen weiterzuführen. Zu nennen sind unter ihnen die Gruppen um den Prior des Klosters, P. Pio Heredia Zubía, und um Fr. Eustaquio García Chicote, der gemeinsam mit einigen Konversenbrüdern eine kleine Gemeinschaft bildete.
Am 1. Dezember wurde die Gruppe um Fr. Eustaquio aufgrund einer Anzeige erneut verhaftet, in eine Folterkammer gebracht und von der marxistischen Polizei verhört. Diese wollte in Erfahrung bringen, wer für den Lebensunterhalt der Mönche sorgte. Die Konversenbrüder sagten aus, P. Pio kümmere sich darum, woraufhin man unter diesem Vorwand auch die zweite Gruppe um denselben in Haft nahm und unter Folter nach den Unterstützern befragte. Dieser weigerte sich vehement, Auskunft zu geben.
In der Nacht vom 2. auf den 3. Dezember wurde die Gruppe um P. Pio, der 6 Personen – darunter  vier Priestermönche – angehörten, von Milizsoldaten abgeholt und in Lastwägen gebracht. Danach verliert sich ihre Spur. In der folgenden Nacht ereilte die fünfköpfige Gruppe um Fr. Eustaquio dasselbe Schicksal. Auf der Basis von Gesprächen unter den Exekutoren, von denen Zeugen berichten, nimmt man an, dass sie vor der Küste Kantabriens von Booten aus ins Meer geworfen wurden, nachdem man ihnen die Hände hinter dem Rücken verbunden und Gewichte umgebunden hatte. Es ist auch denkbar, dass sie von der kantabrischen Steilküste hinabgestürzt wurden.
Einige Tage später wurde Fr. Marcelino Martín Rubio hingerichtet, welcher ebenfalls Mitglied des Zusammenschlusses um P. Pio gewesen, jedoch nicht mit den anderen verhaftet worden war. Ende des Monats erschossen sozialistische Soldaten außerdem Fr. Leandro Gómez Gil aus einer dritten Gruppe, die zum Großteil aus Studierenden und Konversen bestand, sich infolge der Vorkommnisse vom 2. und 3. Dezember allerdings aufgelöst hatte. Er soll vor seiner Ermordung, nachdem er bekannt hatte, dass er Ordensmann war, derart grausam gefoltert worden sein, dass ein Bettlaken von seinem Blut vollständig durchtränkt war.
Eine weitere Hinrichtung in Zusammenhang mit der Abtei Santa Maria de Viaceli, die sich bereits Ende Juli zugetragen hatte, betraf P. José Camí Camí. Er war geweihter Diözesanpriester, wollte in Cóbreces ins Kloster eintreten und war bereits als Postulant angenommen. Als er sich zu Hause aufhielt, um sich bei seiner Familie zu verabschieden, wurde er gemeinsam mit einem anderen Priester festgenommen und brutal hingerichtet. Es wird berichtet, die beiden Geistlichen seien an einem Auto festgebunden und über 13 Kilometer bei voller Geschwindigkeit auf der Straße mitgeschleift worden. Bei einem Wegkreuz hätten die Täter den Wagen angehalten. Nach Meldungen von Augenzeugen seien die Priester noch imstande gewesen, aufzustehen, sich zu umarmen und den Peinigern zu vergeben. Dann seien sie durch Schüsse getötet worden. Die Täter hätten die beiden Leichen daraufhin mehrmals mit dem Wagen überrollt und zerquetscht liegen gelassen.
Weitere drei Mönche der Abtei von Cóbreces kamen im Laufe des Spanischen Bürgerkriegs aufgrund ihres Glaubens ums Leben. Besonders auffallend ist das jugendliche Alter der meisten Opfer: Von den 19 Hingerichteten waren 15 nicht älter als 33 Jahre.
Der Seligsprechungsprozess für P. Pío und seine 18 Gefährten befindet sich im fortgeschrittenen Stadium. Am 23. Jänner 2015 erkannte Papst Franziskus den Tod der Ordensleute als Martyrium „aus Hass auf den Glauben“ an und approbierte damit auf Vorschlag des Präfekten der Kongregation für die Selig- und Heiligsprechungsprozesse, Kardinal Angelo Amato, die Beatifikation.

### Nach 1939
Nach dem Ende des Spanischen Bürgerkriegs wurde der Lehrbetrieb in der klösterlichen Landwirtschaftsschule fortgesetzt. Bis 1968 konnte der Konvent auf 80 Mönche anwachsen. 1975 wurde die Lehranstalt in die Trägerschaft des Bildungsministeriums übergeben. 1989 kam es zur Gründung des Tochterklosters Jarabacoa in der Dominikanischen Republik. Heute leben knapp 30 Ordensleute in der Abtei.

## Architektur und Kunst

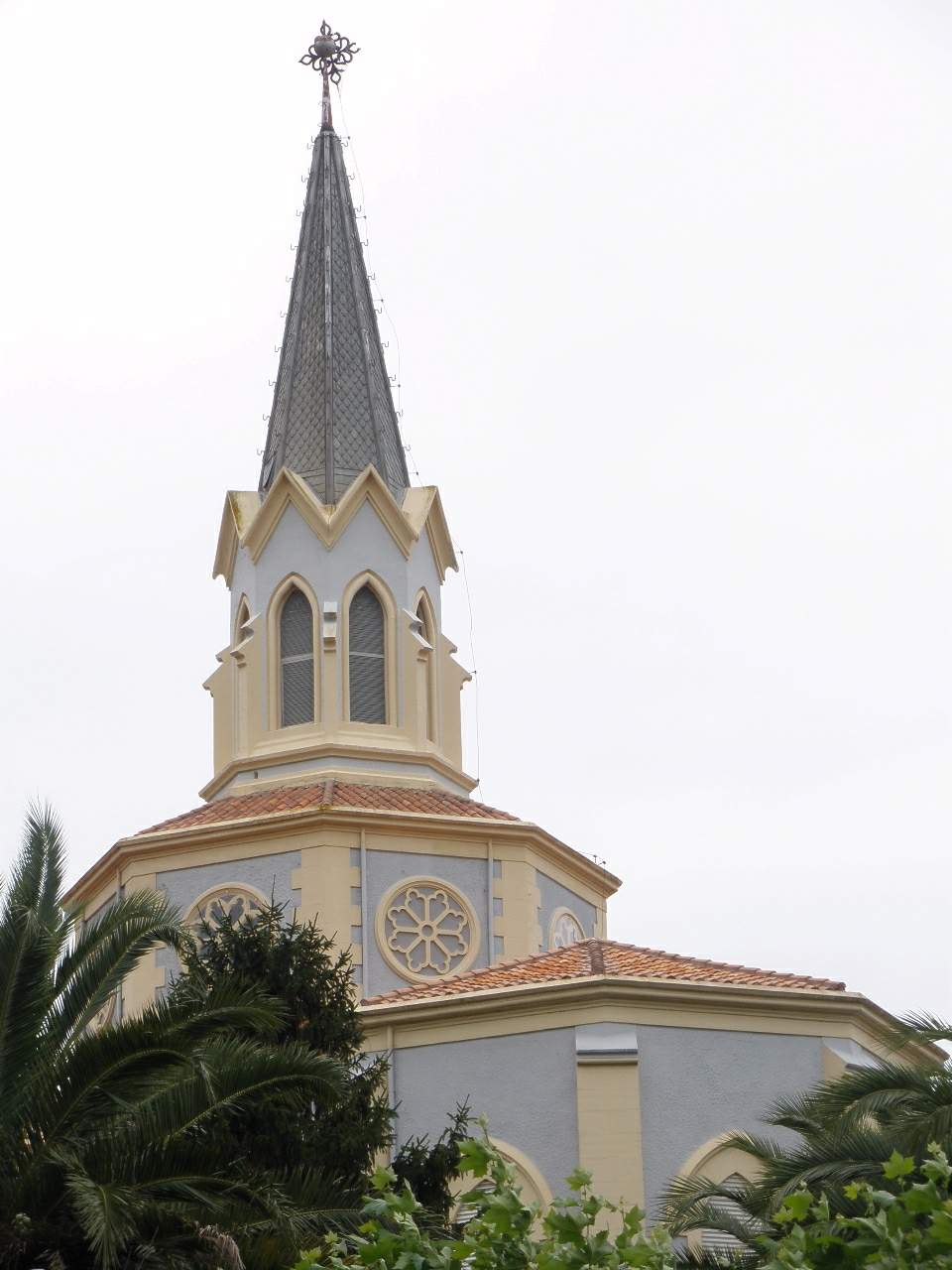
Blick auf Kuppel und Turm

Die Abtei Santa Maria de Viaceli ist das erste Gebäude Spaniens, das vollständig aus Eisenbeton errichtet wurde. Der neugotische Bau fällt durch seine ausgeglichenen Proportionen auf und folgt in seinen Formen der mittelalterlichen Zisterzienserarchitektur. Er ist vermutlich das letzte Zisterzienserkloster weltweit, dessen Bauplan sich gänzlich an den traditionellen zisterziensischen Stilelementen orientiert.
Die Fassade ist durch Bogenfenster mit Zwischenpfosten (Ajimez) und spitze Bögen bestimmt. Direkt an den Kreuzgang anschließend befindet sich die neugotische Klosterkirche, die den Grundriss eines lateinischen Kreuzes aufweist. Sie besitzt eine polygonale Apsis, die Schiffe werden nach oben durch ein Kreuzrippengewölbe abgeschlossen. Über der Vierung erhebt sich ein achteckiges Kuppelgewölbe, auf das nach außen ein Turm aufgesetzt ist. 1962 brannte der Originalturm nach einem Blitzeinschlag aus.
Das Kloster besitzt eine alte Bibliothek von großem Wert.

## Wirtschaft und Wissenschaft

### Käseherstellung
Die Abtei Santa Maria de Viaceli ist bekannt für die Herstellung des berühmten Käses mit dem Namen «Trapa» bzw. «Cóbreces». Die Tradition der Käseerzeugung besteht seit 1908 und geht auf den Betrieb der landwirtschaftlichen Lehranstalt zurück, der ein Bauernhof und eine Käserei angeschlossen waren. Die Herstellung erfolgt nach französisch-belgischem Rezept, wobei die Käselaibe bis zu 30 Tage in einem Raum direkt unterhalb des Altares der Abteikirche reifen.
Neben der Käsemanufaktur bestreiten die Mönche ihren Unterhalt durch den Betrieb eines Gästehauses. Zahlreiche Pilger besuchen die Abtei, die am Jakobsweg liegt, um dort einige Tage der Stille und Einkehr zu verbringen.

### Zeitschrift «Cistercium»
Dem Kloster ist die Leitung der 1949 gegründeten Ordenszeitschrift «Cistercium» anvertraut, die von der spanischen Trappistenkongregation herausgegeben wird. Sie behandelt Themen, die die monastische und zisterziensische Geschichte, Kunst und Spiritualität betreffen und erscheint halbjährlich.